# Metriorhynchus
Metriorhynchus es un género extinto de crocodiloformo que vivió en los océanos durante el Jurásico Superior. Metriorhynchus fue nombrado por paleontólogo alemán Christian von Meyer en 1832. Metriorhynchus fue un depredador que pasó la mayor parte de su vida, si no toda, en el mar. No se han hallado huevos o nidos de Metriorhynchus o de alguno de sus parientes próximos, por lo que se desconoce mucho del ciclo vital de este animal, a diferencia de otros grandes reptiles marinos del Mesozoico, como los plesiosaurios o los ictiosaurios de los cuales se sabe que daban a luz crías vivas en el mar. Asimismo, se desconoce actualmente donde el Metriorhynchus realizaba su apareamiento, si en tierra o en el mar. El nombre Metriorhynchus significa "hocico moderado", derivado del griego Metrio- ("moderado") y rhynchos ("nariz").

## Descubrimiento y especies
Los especímenes fósiles referibles al Metriorhynchus son conocidos de depósitos del Jurásico Tardío de Francia.

### Especies válidas
Muchas especies de metriorhynchine han sido asignadas a Metriorhynchus en el pasado, incluyendo Suchodus, Purranisaurus, "Metriorhynchus" superciliosus, "Metriorhynchus" casamiquelai, "Metriorhynchus" westermanni y "Metriorhynchus" brachyrhynchus. Sin embargo, estudios publicados desde 2010 han encontrado que las brevirostrina metriorhynchines referidas a Metriorhynchus son géneros distintos por derecho propio, y "Metriorhynchus" superciliosus ha sido rebautizado como Thalattosuchus. Dos especies longirostrinas, M. acutus y M. leedsi han sido reclasificadas en el género Gracilineustes. Todas las especies brevirostrinas han sido recientemente transferidas a los géneros Purranisaurus y Suchodus.
Restos fragmentarios del Metriorhynchus son conocidos de América del Sur durante el periodo Bajociano  y el Bathoniano (ambos pertenecientes al  Jurásico Medio). Sin embargo, análisis filogenéticos han indicado que estas especies no pueden ser referidas a Metriorhynchus.

## Taxonomía y filogenia
Análisis filogenéticos más recientes, sin embargo no apoyan la monofilia del género Metriorhynchus. No obstante, algunas de las formas longirostrinas sí parecen formar un grupo natural.
El cladograma presentado abajo sigue el análisis realizado por Mark Young y Marco Brandalise de Andrade, publicado en noviembre de 2009.
|  | M. superciliosus |
|  |                  |
|  | M. moreli        |
|  |                  |

|         | M. palpebrosus                                         |
|         |                                                        |
| unnamed | \| \| M. hastifer \| \| \| \| \| \| M. sp. \| \| \| \| |
|         | \| \| M. hastifer \| \| \| \| \| \| M. sp. \| \| \| \| |
|         | M. hastifer                                            |
|         |                                                        |
|         | M. sp.                                                 |
|         |                                                        |

|  | M. hastifer |
|  |             |
|  | M. sp.      |
|  |             |

|  | M. superciliosus |
|  |                  |
|  | M. moreli        |
|  |                  |

|         | M. palpebrosus                                         |
|         |                                                        |
| unnamed | \| \| M. hastifer \| \| \| \| \| \| M. sp. \| \| \| \| |
|         | \| \| M. hastifer \| \| \| \| \| \| M. sp. \| \| \| \| |
|         | M. hastifer                                            |
|         |                                                        |
|         | M. sp.                                                 |
|         |                                                        |

|  | M. hastifer |
|  |             |
|  | M. sp.      |
|  |             |

El cladograma siguiente sigue los análisis de Cau & Fanti, publicados en el 2010.
|  | M. geoffroyii                                          |
|  |                                                        |
|  | \| \| M. hastifer \| \| \| \| \| \| M. sp. \| \| \| \| |
|  |                                                        |
|  | M. hastifer                                            |
|  |                                                        |
|  | M. sp.                                                 |
|  |                                                        |

|  | M. hastifer |
|  |             |
|  | M. sp.      |
|  |             |

|  | M. geoffroyii                                          |
|  |                                                        |
|  | \| \| M. hastifer \| \| \| \| \| \| M. sp. \| \| \| \| |
|  |                                                        |
|  | M. hastifer                                            |
|  |                                                        |
|  | M. sp.                                                 |
|  |                                                        |

|  | M. hastifer |
|  |             |
|  | M. sp.      |
|  |             |

## Palaeobiología

### Descripción
Con cerca de 3 metros de longitud en promedio, Metriorhynchus era de un tamaño similar al de muchos cocodrilos modernos. Sin embargo, poseía un cuerpo mucho más estilizado y ahusado, junto con una cola provista de aleta al final, haciéndolo un nadador mucho más eficiente que las especies modernas de cocodrilos.

### Glándulas de sal
Un examen reciente de los especímenes fósiles de la especie Metriorhynchus superciliosus han mostrado que los adultos tenían  glándulas bien desarrolladas para eliminar el exceso de sal de sus cuerpos. Esto significa que como su pariente Geosaurus debió ser capaz de consumir agua de mar (algo necesario para un animal pelágico) y devorar presas que tenían la misma concentración iónica que el agua de mar circundante (por ejemplo, cefalópodos) sin riego de deshidratarse.

### Dieta
Metriorhynchus fue un depredador versátil y oportunista, cazando tanto belemnites acorazados, como peces rápidos y escurridizos y especies más grandes como el pez filtrador Leedsichthys. Ocasionalmente debió tratar de capturar animales voladores como los pterosaurios así como alimentarse de cadáveres de plesiosaurios en el suelo marino.

## Paleoecología

### Depredadores
A pesar de que el Metriorhynchus era un depredador efectivo, no dejaba de ser vulnerable a los mayores depredadores de su tiempo como el pliosaurio Liopleurodon, el cual podía llegar a medir algo más de  10 metros de longitud. Dado que el Metriorhynchus había perdido ya los osteodermos (escudos óseos) característicos de otros cocodrilos, para volverse nadadores más eficientes, debió haber tenido pocas defensas naturales contra depredadores marinos mayores.

## En la cultura popular
- Un Metriorhynchus fue  mostrado en el segmento del Jurásico superior del especial "Monstruos Marinos" de la serie de televisión de la BBC Caminando entre Dinosaurios.
- Un animal de características similares al Metriorhynchus aparece como uno de los antagonistas principales en la película Ice Age: The Meltdown.